# أوليفييه مارشال
أوليفييه مارشال (بالفرنسية: Olivier Marchal)‏ هو كاتب سيناريو ومخرج وممثل فرنسي، ولد في 14 نوفمبر 1958 في فرنسا.

## وصلات خارجية
- أوليفييه مارشال على موقع IMDb (الإنجليزية)
- أوليفييه مارشال على موقع ألو سيني (الفرنسية)
- أوليفييه مارشال على موقع أول موفي (الإنجليزية)
- أوليفييه مارشال على موقع قاعدة بيانات الأفلام السويدية (السويدية)
- أوليفييه مارشال على موقع قاعدة بيانات الفيلم (الإنجليزية)
- أوليفييه مارشال على موقع كينوبويسك (الروسية)